# Xã Ferguson, Quận Centre, Pennsylvania
Xã Ferguson (tiếng Anh: Ferguson Township) là một xã thuộc quận Centre, tiểu bang Pennsylvania, Hoa Kỳ. Năm 2010, dân số của xã này là 17.690 người.